# Музей Фройда
Музе́й Фро́йда (англ. Freud Museum) — меморіальний музейний заклад, розташований у передмісті Лондона (Велика Британія). Відкритий 28 липня 1986 року. Експозиція музею присвячена пам'яті відомого психолога, засновника психоаналізу Зигмунда Фройда. Вона розташована у приватному будинку, в якому Фройд провів останній рік свого життя.

## Історія

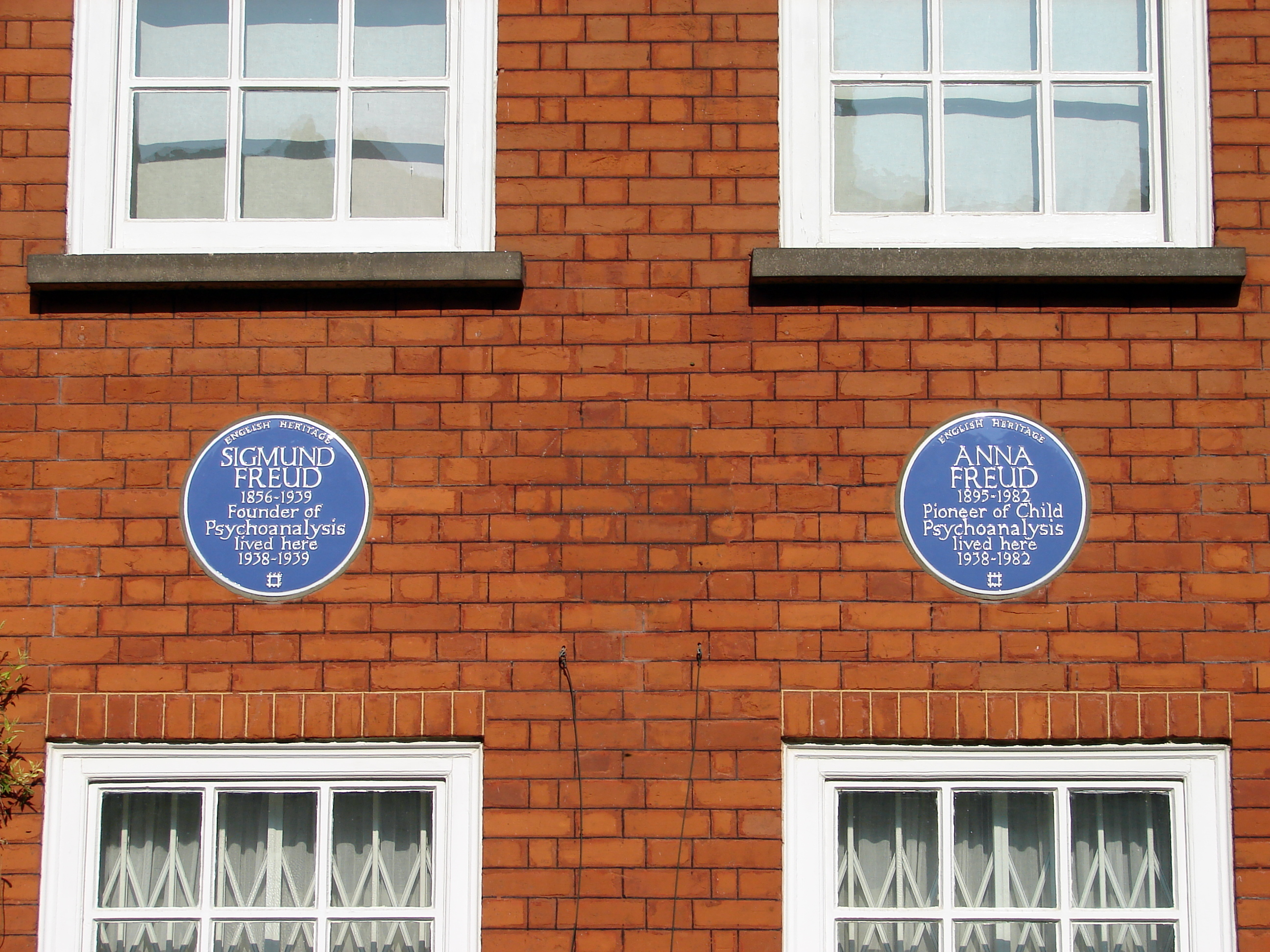
Пам'ятні знаки на честь Зигмунда й Анни Фройд на фасаді музею

В 1938 році був здійснений аншлюс Австрії нацистською Німеччиною, внаслідок чого в країні посилилися репресії проти євреїв. Найменшу доньку Зигмунда Фройда заарештувало гестапо, а його самого декілька разів викликали на допит. Стало зрозуміло, що родина у великій небезпеці, тому Фройд вирішив емігрувати у Велику Британію. Покинути Австрію виявилося досить складно, але застосувавши особисті знайомства з впливовими людьми, Зигмунду Фройду вдалося здійснити цей намір. Він не тільки вивіз свою родину, а й зміг перевезти на нове місце значну частину особистих речей.
По приїзді до Лондона родина Фройдів на короткий час зупинилася за адресою Elsworthy Road, 39, а потім переїхала до затишного передмістя Хемпстед за адресою Maresfield Gardens, 20. Тут вони замешкали в цегляному будинку, зведеному в 1920 році в стилі королеви Анни. Зигмунд Фройд відзначав, що в новій оселі «було значно краще, ніж на Берггассе та навіть у Ґрінцінгу» (малось на увазі колишнє житло в Австрії).
На новому місці психолог продовжував працювати: він приймав пацієнтів, багато читав, завершив роботу над власною книгою «Мойсей і монотеїзм». Проте 82-річний Зигмунд Фройд сильно страждав через рак ротової порожнини, з яким безуспішно боровся тривалий час. В 1939 році він здійснив евтаназію за допомогою свого друга Макса Шура, який ввів психоаналітику смертельну дозу морфію.
Після смерті Фройда родина не полишала будинку. Останній з членів його сім'ї — донька Анна Фройд, також відомий психолог — померла тільки в 1982 році. Чотири роки по тому в колишньому родинному маєтку Фройдів відкрився музей.

## Колекція

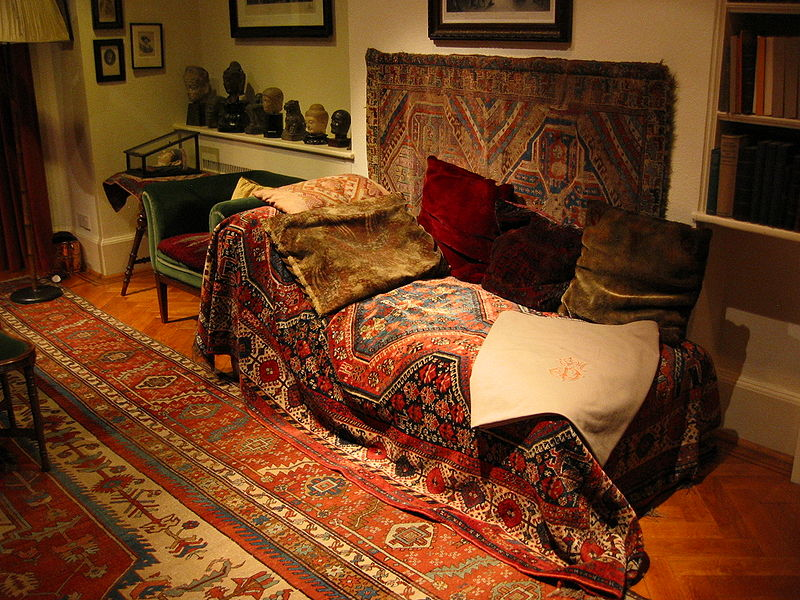
Вкрита іранськими килимами «психоаналітична» кушетка

Ганна Фройд турботливо зберігала все, пов'язане з іменем її батька, тому переважна більшість приміщень мають автентичний вигляд. За іронією долі на першому поверсі «втрачено» кухню і робочий кабінет самої Анни, які перетворилися на офіси музею. Проте збережені у первісному вигляді кабінет Зигмунда Фройда, бібліотека, кімнати його учнів, їдальня та зала.
Оскільки родина Фройдів привезла з Австрії значну кількість майна, Музей Фройда в Лондоні фактично має найбільш представницьку у світі збірку меморіальних речей вченого. Історичну цінність становлять столи, шафи і комоди, оздоблені в стилі бідермаєр, австрійські дачні меблі XVIII–XIX ст., іранські килими. Прихильників великого психоаналітика зацікавить знаменита кушетка, на якій пацієнти відкривали лікареві своє підсвідоме.
В бібліотеці зберігаються книги улюблених авторів Фройда, зокрема твори Шекспіра, Гете, Анатоля Франса, Генріха Гейне, Мультатулі. Поетичні збірки слугували не тільки розвагою на дозвіллі. Зигмунд Фройд відзначав, що поети задовго до відкриття психоаналізу, описували підсвідоме людини, тому читав ці книги і з дослідницькою метою. Крім того, в бібліотеці експонуються картини і фотографії. Тут можна побачити полотна «Урок доктора Шарко», «Едіп і загадка Сфінкса», світлини дружини Марти Фройд, його учениць та подруг Лу Андреас-Саломе, Іветти Гільбер, Марі Бонапарт, яка допомогла Фройдам покинути Австрію. Але чи не найціннішим художнім твором слід вважати портрет самого Зигмунда Фройда, написаний Сальвадором Далі, — подяка великого художника великому науковцю за допомогу в пізнанні себе.
Ще однією цікавою складовою колекції є збірка старожитностей, що нараховує близько 2000 предметів. Зигмунд Фройд цікавився історією і мистецтвом Стародавнього Єгипту, Греції, Риму, Сходу; у віденських антикварів він придбав чимало старовинних речей, як от: статуетки, тотеми, амфори, документальні фотографії. Як він сам зазначав, колекціонування було його другою непереборною пристрастю після куріння сигар. До речі, деякі з цих старожитностей він використовував у сеансах психотерапії, пропонуючи пацієнтам розповідати про випадкові асоціації, які у них виникали при демонстрації незнайомого предмета.

## Сад

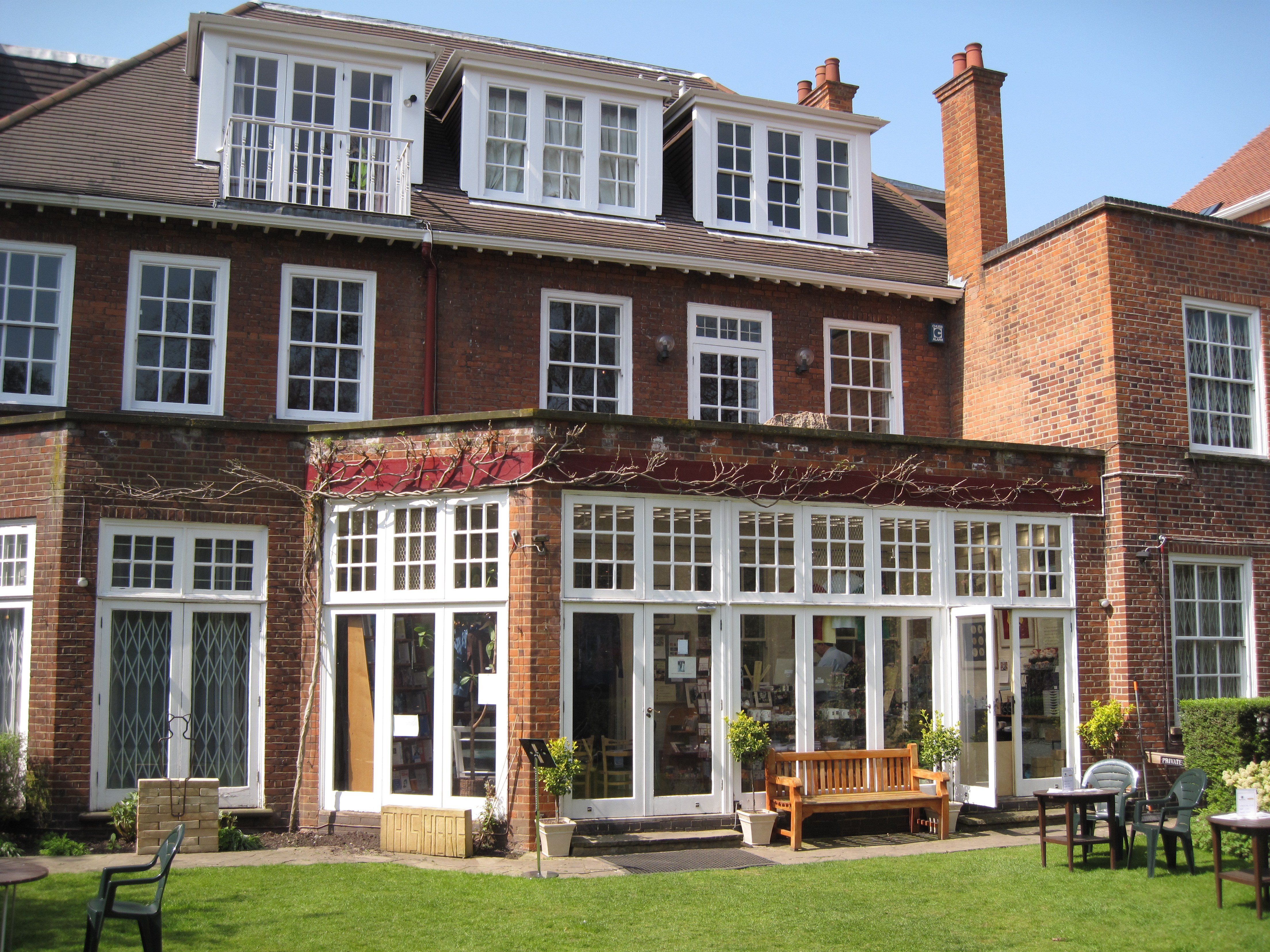
Вигляд будинку із саду

В порівнянні з основною колекцією сад є другорядним експозиційним майданчиком, але його відвідини здатні доповнити образ родинного маєтку Фройдів. Зигмунд та Анна дуже любили садок, тому що тісна і темна австрійська квартира не дозволяла в будь-який час дихати свіжим повітрям. В доглянутому садку Музею Фройда можна побачити рослини, висаджені майже сторіччя тому: сливові, соснові та мигдалеві дерева, а також дбайливо відтворені квітники з гортензіями, геранню, трояндами, ломиносами.
Сад відкритий для відвідувачів лише при гарній погоді.

## Діяльність закладу

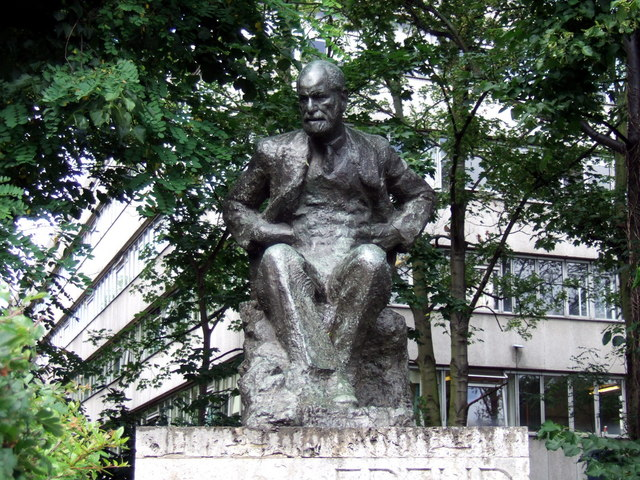
Пам'ятник Зигмунду Фройду роботи Оскара Німона неподалік від музею

Музей щорічно проводить виставки, семінари, наукові конференції, присвячені розвитку психоаналізу, а також дослідженням мистецтва з точки зору теорій Фройда. З цією метою на першому поверсі будинку облаштовано декілька експозиційних кімнат і відео-зал. Крім того, існують окремі освітні програми, призначені для викладачів.
Серед додаткових послуг музею:
- відвідини у позаробочий час (для груп понад 10 чол.);
- консультації архіваріуса;
- сувенірна крамниця;
- чай або кава (можуть бути подані в приміщенні або в садку);
- проведення зйомок за домовленістю;
- консультації стосовно оренди житла, закладів харчування, паркування поблизу музею.[2]